# Калячаг
Калячаг (перс. كلاچاه) — село в Ірані, у дегестані Кате-Сар-е-Хомам, у бахші Хомам, шагрестані Решт остану Ґілян. За даними перепису 2006 року, його населення становило 2362 особи, що проживали у складі 678 сімей.

## Клімат
Середня річна температура становить 14,29 °C, середня максимальна – 28,49 °C, а середня мінімальна – -0,50 °C. Середня річна кількість опадів – 1201 мм.
| Клімат поселення                              | Клімат поселення | Клімат поселення | Клімат поселення | Клімат поселення | Клімат поселення | Клімат поселення | Клімат поселення | Клімат поселення | Клімат поселення | Клімат поселення | Клімат поселення | Клімат поселення | Клімат поселення |
| Показник                                      | Січ.             | Лют.             | Бер.             | Квіт.            | Трав.            | Черв.            | Лип.             | Серп.            | Вер.             | Жовт.            | Лист.            | Груд.            |                  |
| Середній максимум, °C                         | 8,59             | 8,78             | 11,60            | 17,51            | 21,78            | 25,38            | 28,49            | 28,10            | 24,74            | 21,00            | 16,27            | 11,91            |                  |
| Середня температура, °C                       | 4,04             | 4,22             | 7,03             | 12,96            | 17,20            | 20,81            | 24,27            | 23,87            | 20,49            | 16,78            | 12,03            | 7,68             |                  |
| Середній мінімум, °C                          | −0,5             | −0,32            | 2,50             | 8,41             | 12,67            | 16,30            | 20,04            | 19,66            | 16,28            | 12,54            | 7,82             | 3,46             |                  |
| Норма опадів, мм                              | 122              | 97               | 88               | 48               | 46               | 31               | 30               | 63               | 136              | 210              | 182              | 148              |                  |
| Середньомісячна швидкість вітру, м/с          | 2.30             | 2.40             | 2.40             | 2.32             | 2.40             | 2.62             | 2.60             | 2.30             | 2.10             | 2.12             | 2.00             | 2.01             |                  |
| Середньомісячна сонячна радіація, кДж/м²·день | 6792             | 8938             | 10881            | 15559            | 19855            | 22058            | 22872            | 19079            | 15551            | 10692            | 8503             | 6527             |                  |
| --------------------------------------------- | ---------------- | ---------------- | ---------------- | ---------------- | ---------------- | ---------------- | ---------------- | ---------------- | ---------------- | ---------------- | ---------------- | ---------------- | ---------------- |
| Джерело:                                      |                  |                  |                  |                  |                  |                  |                  |                  |                  |                  |                  |                  |                  |